# Llista de parròquies del bisbat de Solsona
Les parròquies del Bisbat de Solsona són:

## Alt Urgell
- Sant Serni d'Ogern. Les seves sufragànies són Sant Sadurní de la Salsa i Santa Margarida de Pampa. Té 120 habitants.

## Anoia
- La Mare de Déu del Roser de Castellfollit de Riubregós, a l'Anoia. En el seu terme hi ha l'antic monestir de Santa Maria del Priorat.

## Bages
- Santa Maria de Balsareny, al nucli de Balsareny. Com a sufragànies les esglésies de les colònies tèxtils de la Colònia Soldevila (Sant Esteve de Soldevila), Vilafruns i la Rabeia. A més a més hi ha les ermites de Puigdorca, Candàliga i Sobirana.[2]
- Sant Joan Baptista de Bergús, al nucli rural de Bergús, Cardona.
- Sants Miquel i Vicenç de Cardona, a Cardona, el Bages. L'església parroquial és la de Sant Miquel de Cardona i a dalt el castell hi ha l'església de Sant Vicenç de Cardona i la capella de Sant Ramon.[3]
- Sant Miquel de Castelladral, a Castelladral, Navàs, el Bages.
- Sant Julià de Coaner, a Coaner, Sant Mateu de Bages. Consagrada el 1034 per sant Ermengol. Al seu terme hi ha el santuari de la Mare de Déu de Coaner. Té 8 habitants.[4]
- Sant Ramon de la Coromina, a la Coromina, Cardona. És parròquia des del 1897. Té com a sufragànies les esglésies romàniques de Sant Vicenç de Navel (Viver i Serrateix), Sant Jaume de Malagarriga (Pinós) i Santa Fe de Valldeperes (Navàs). També hi ha les capelles de Montserrat i sant Cristòfol. Té 567 habitants.[5]
- La Sagrada Família de Navàs, a Navàs. El 1907 va esdevenir parròquia pròpia, ja que fins aquell moment havia format part de la parròquia de Santa Creu del Mujal, que ara és sufragània seva. L'antic bisbe de Solsona, Antoni Deig i Clotet hi va néixer. Té 5.800 habitants.[6]
- Santa Bàrbara de Salipota, al barri de Salipota, a Súria. Té 1.256 habitants.
- Sant Pere i Sant Feliu de Salo. Té 94 habitants.
- Sant Cugat del Racó, al municipi de Navàs. Fins al 1835 era propietat del monestir de Santa Maria de Ripoll i aquest any va passar al bisbat de Solsona. Té 30 habitants.
- Sant Cristòfol de Súria, a Súria. A dalt el nucli vell hi ha l'església del Roser de Súria, a més de les sufragànies de Santa Maria de Cererols i de Sant Salvador Vell del Quer, a banda de la nova ermita de Sant Salvador Nou del Quer. És del bisbat de Solsona des del 1957. Té 6.500 habitants.
- Església de Sant Salvador de Torroella, a Sant Salvador de Torroella, municipi de Navàs. Té les esglésies del Sagrat Cor de la Colònia Valls (Sant Mateu de Bages) i la de la Mare de Déu de la Colònia Palà Vell (del Roser), a les dues colònies tèxtils. Té 206 habitants.

## Berguedà
- Sant Martí d'Avià, al nucli d'Avià. Té com a sufragànies Sant Isidre de Graugés i les ermites del Remei i de Sant Serni de Clarà.
- Sant Esteve de Bagà, al nucli de Bagà. Com a sufragànies té l'església de Sant Andreu de Gréixer (Guardiola de Berguedà) i les ermites de Sant Joan de l'Avellanet i de Santa Fe de Quer.
- Santa Maria de Bassacs, a Cal Bassacs, Gironella. Té com agregada l'església de Sant Marc de Cal Bassacs.[7]
- Santa Eulàlia de Berga. Té com a sufragànies les esglésies romàniques de Sant Pere de Madrona i de Sant Quirze de Pedret i hi ha el Santuari de la Mare de Déu de Queralt. Dins el nucli de Berga hi ha les esglésies de Sant Joan de Berga, la Pietat, de les Germanetes dels Pobres, de les Adoratrius, Sant Francesc de Berga i a Cal Rosal hi ha l'església de Sant Antoni de Cal Rosal.[8]
- Sant Martí de Capolat, a Capolat, el Berguedà. A la parròquia hi pertany el Santuari dels Tossals i les esglésies de Sant Serni de Terrers, Sant Martí de Coforb i de Sant Quintí de Travil. A més a més, es conserven restes de l'antic monestir de Sant Salvador de Mata.[9]
- La parròquia de la Mare de Déu dels Àngels de Casserres, a Casserres, el Berguedà. Té com a sufragànies l'església de Santa Maria de l'Antiguitat, Sant Pau de Casserres i Sant Sadurní de Fonollet (Puig-reig).[10]
- Sant Ramon i Sant Vicenç de Castell de l'Areny, a Castell de l'Areny, el Berguedà, que té com a sufragània l'església romànica de Sant Romà de la Clusa.
- Santa Maria de Castellar de n'Hug, a Castellar de n'Hug, el Berguedà. Té les esglésies sufragànies de Sant Vicenç de Rus i de Sant Joan de Cornudell.
- Santa Maria de Cercs, a Cercs. Tenia com a sufragània l'església de Santa Maria de la Baells que fou desmuntada en el moment de fer el pantà de la Baells però que no s'ha fet. També hi ha l'ermita romànica de Sant Jordi de Cercs. Té 356 habitants.[11]
- Sant Julià de Cerdanyola, a Sant Julià de Cerdanyola, consagrada el 1105 per Sant Ot. Depenia de Sant Llorenç prop Bagà fins que el 1897 va esdevenir parròquia. Al seu terme hi ha el santuari de Santa Maria de les Esposes. Té 255 habitants.[12]
- Sant Serni del Cint, que existeix des de la repoblació de la Vall de Lord pel comte Guifré el Pilós (872-878). La parròquia també té l'ermita romànica de Santa Margarida del Mercadal i les capelles de Santa Maria del Bosc i de Sant Jaume de la Boixadera dels Bancs (Montmajor). Té 68 habitants.[13]
- Sant Martí de Correà, Correà, Montmajor. S'esmenta el 839 com a part de la Vall de Lord. Dins el seu terme hi ha el Santuari de la Mare de Déu dels Torrents (l'Espunyola), la imatge de la qual es venera a l'altar major de l'església parroquial. Té 63 habitants.[14]
- Sant Pere de l'Esgleiola, a l'Espunyola. Té 28 habitants.[15]
- Sant Andreu de l'Espà, a l'Espà, Saldes. En el seu terme hi ha les ermites de Sant Antoni de Feners (Feners), Santa Eulàlia de Bonner (Gósol) i Sant Vicenç de Moripol (Moripol, Gósol). Té 6 habitants.[16]
- Sant Vicenç d'Espinalbet, a Espinalbet, Castellar del Riu. El 1187 és esmentat com a possessió de Guillem de Berguedà. En el seu terme hi ha el Santuari de Corbera. Té 121 habitants.[17]
- Sant Climent de l'Espunyola, a l'Espunyola. Se cita l'any 922 en l'acta de consagració de Sant Joan de Montdarn abans que el 950 es donés al monestir de Sant Joan de les Abadesses. Fins al segle XVI feia advocació a sant Nicolau. Té les sufragànies de l'església dels Sants Metges i Sant Cosme i Sant Damià de les Cots. Té 144 habitants.[18]
- Santa Cecília de Fígols, a Fígols. Les seves sufragànies són l'església de la colònia de Sant Corneli (Cercs), Sant Mateu de Fumanya i Sant Miquel de Peguera. Té 49 habitants.[19]
- Monestir de Sant Jaume de Frontanyà. El temple fou consagrat el 907 pel bisbe Nantigís. Dins el seu terme hi ha el Santuari de la Mare de Déu dels Oms i l'església de Sant Esteve de Tubau.Té 30 habitants.[20]
- Sant Andreu de Gargallà, a Gargallà, Montmajor. Guifré el Pilós la va donar al Monestir de Ripoll. Santa Magdalena de Fígols i Santa Maria d'Aguilar en són sufragànies. Té 57 habitants.[21]
- Santa Eulàlia de Gironella, mencionada el 905 en l'acte de consagració de Santa Maria d'Olvan. Al nucli urbà hi ha l'església vella de Santa Eulàlia de Gironella, que ja no té culte. Les esglésies del Sagrat Cor de Jesús de Viladomiu Nou, de Sant Marc de Viladomiu Vell i de la Mare de Déu de la Mercè de l'Ametlla de Casserres (l'Ametlla de Casserres, Casserres) formen part de la parròquia. A més hi ha l'església de la Mare de Déu del Carme de la Residència Sant Roc de Gironella (església de l'Hospital). Té 3583 habitants.[22]
- La Mare de Déu del Roser de Gisclareny, a Gisclareny. Se cita el 948 en l'acta de consagració de l'església desapareguda de Sant Andreu del Paradís. Sant Miquel de Turbians i Sant Martí del Puig en són sufragànies. Té 34 habitants.[23]
- Santa Maria de la Guàrdia, a la Guàrdia (Sagàs), Sagàs. Havia pertangut a la Baronia de la Portella. El 1690 el santuari va esdevenir parròquia i per això el 1698 s'hi va construir l'edifici actual. Sant Martí de Biure, Sant Esteve de Valldoriola i les capelles de les Eures i la de Lurdes de Cal Font en són sufragànies. Té 65 habitants.[24]
- Sant Llorenç de Guardiola de Berguedà, a Guardiola de Berguedà. Fins al 1957 la parròquia va estar situada al monestir de Sant Llorenç prop Bagà, que està situada en el seu terme. També té les esglésies romàniques sufragànies de Sant Martí de Brocà i de Sant Climent de la Torre de Foix. Té 1395 habitants.[25]
- Sant Iscle i Santa Victòria de Llinars, a Llinars de l'Aiguadora, Castellar del Riu. En l'actualitat és el centre de culte de les antigues parròquies de Sant Martí de la Corriu, Sant Climent de Castelltort, Sant Jaume de Vilacireres i Sant Martí de Guixers (tots al municipi de Guixers). A més hi ha el santuari de la Mare de Déu de la Mata i Sant Andreu de Valielles (Montmajor). Té 65 habitants.[26]
- Sant Serni de Maçaners. Sant Ponç de Molers és una església sufragània. Té 35 habitants.
- Sant Sadurní de Malanyeu, a Malanyeu, la Nou de Berguedà. A l'església hi ha un retaule barroc de l'antiga església de Sant Sadurní de Montmajor. Sant Romà de la Clusa n'és sufragània. Té 12 habitants.[27]
- Església de Santa Maria de Merlès, a Santa Maria de Merlès, situada a la riba de la riera de Merlès que marca el límit amb el Bisbat de Vic. Hi ha les ermites de Santa Magdalena de la Cortada dels Llucs i la de la Trinitat de Vilalta. Té 34 habitants.
- Església parroquial de Santa Maria de Merola, a Merola, Puig-reig. Després que l'antiga església romànica fos abandonada, el 1609 es va inaugurar la nova església renaixentista. Les esglésies de la Mare de Déu de Montserrat de Cal Riera, Sant Mateu de l'Ametlla de Merola i l'església de la Puríssima de la Colònia Vidal en són sufragànies. Té 439 habitants.
- Sant Martí de Montclar, a Montclar. El 1193 era custodiat pels templers. Té 48 habitants.
- Sant Joan de Montdarn, a Viver i Serrateix. Fins al 1017 fou un monestir adscrit a Sant Joan de les Abadesses. Té 25 habitants.[28]
- Sant Sadurní de Montmajor, a Montmajor. L'antiga església de Sant Sadurní del Castell de Montmajor està en el seu terme. Sant Esteve del Pujol de Planès i l'ermita de Santa Creu en són sufragànies. Té 483 habitants.
- Sant Martí de la Nou, a la Nou de Berguedà. Té el Santuari de Lurda de la Nou. Té 149 habitants.
- Sant Vicenç d'Obiols, a Obiols, Avià. Té 96 habitants.
- Santa Maria d'Olvan, a Olvan. en el seu terme hi ha l'església romànica de Santa Maria de Valldaura (Olvan) i la capella de Sant Salvador de Villaró. Té 902 habitants.
- Santa Maria de la Pobla de Lillet, a la Pobla de Lillet. En el seu terme hi ha el Santuari de Falgars i l'església sufragània de Sant Genís de Gavarrós. Té 1.338 habitants.
- Sant Martí de Puig-reig. La primera església fou consagrada el 907 pel bisbe Nantigís de la Seu d'Urgell. Guillem de Berguedà la va cedir als templers. El 1986 es va inaugurar la nova església. Té les esglésies sufragànies l'Assumpta de cal Marçal, Sant Josep de la Colònia Pons, de Sant Esteve del Guixaró (Casserres), de la Mare de Déu de Montserrat de Cal Prat i de la de la Mare de Déu del Carme de Periques, Sant Marçal de Puig-reig i Sant Andreu de Cal Pallot. Té 3.660 habitants.[29]
- Sant Esteve del Pujol de Planès. Té 22 habitants.
- Sant Andreu de Sagàs, a Sagàs. L'església fou consagrada el 903. Sant Maurici de la Quar, Santa Maria de la Quar i el monestir de Sant Pere de la Portella en són sufraganis. Té 75 habitants.
- Sant Martí de Saldes, de Saldes. Fou consagrada l'any 857 pel bisbe Wissard de la Seu d'Urgell. en el seu terme hi ha Santa Maria del Castell de Saldes, el Santuari de Gresolet i el monestir de Sant Sebastià del Sull. Té 306 habitants.
- Sant Feliu de Lluelles, a Sant Feliu de Lluelles, Montmajor. Hi la l'antiga església de Sant Feliu Vell, a banda del Santuari de la Torreta i les sufragànies de Santa Maria de Preixana i de Sant Martí de Tentellatge (Navès).
- Sant Salvador de Sant Jordi, a Sant Jordi (Cercs). Té com a sufragània Santa Maria de la Rodonella. L'església fou inaugurada el 1976 després que el Monestir de Sant Salvador de la Vedella quedés inundat pel pantà de la Baells.
- Santa Maria de Serrateix, a Serrateix, municipi de Viver i Serrateix. El monestir benedictí va ser fundat el 977 amb la protecció del Comtat de Cerdanya. Sant Vicenç de Navel és una església sufragània i també hi ha les capelles de Sant Just i Sant Pastor i de Cal Santamaria
- Santa Maria de Sorba, a Sorba, Montmajor. Hi ha l'església antiga de Sant Miquel de Sorba i l'església de Sant Jaume de Codonyet. Té 48 habitants.
- Santa Maria de Vallcebre, a Vallcebre. S'hi han constatat set esglésies parroquials diferents. Al seu terme hi ha l'església sufragània de Sant Julià de Fréixens i les ermites de Santa Magdalena del Boixader i de Sant Ramon del Portet. Té 269 habitants.[30]
- Sant Bartomeu de la Valldan, a la Valldan (Berga). Durant el segle xvi depenia de Sant Pere de Madrona i estava advocada a Sant Salvador. El 1909 esdevé parròquia independent. Té 749 habitants.[31]
- Sant Joan de Vilada, a Vilada. En el seu terme hi ha l'església romànica de Santa Magdalena de Guardiolans i la Capella de Fàtima. Té 503 habitants.
- Sant Miquel de Viver, a Viver (Viver i Serrateix). Hi ha les esglésies de Sant Andreu i de Sant Narcís i s'hi veneren grans rocs com el Roc de Sant Narcís, el Roc de Sant Joan i el Roc de Sant Urbici. Té 70 habitants.[32]

## Pla d'Urgell
- Sant Joan de Castellnou de Seana, de Castellnou de Seana. El seu rector més destacat fou Mn. Domènec Costa i Bafarull, que va escriure Las memorias de la ciudad de Solsona y su Iglesia, obra de referència sobre la història del Bisbat de Solsona. A la parròquia hi viuen 783 habitants.[33]
- Santa Maria de Fondarella, a Fondarella. L'església de Sidamon i el monestir de Sant Nicolau de l'Hospitalet formaren part del seu terme parroquial. El Foment de Pietat fou fundat pel rector de Fondarella, el Dr. Josep Llort. Té 820 habitants.[34]
- Sant Salvador de Golmés, a Golmés. Té 1640 habitants.
- Sant Miquel de Miralcamp, a Miralcamp. També hi ha el convent del Sagrat Cor. Té 1368 habitants.
- Sant Jaume de Mollerussa, a Mollerussa. Hi ha la capella de Sant Isidor i les capelles del col·legi del Carme i del Monestir de les Carmelites Descalces de Santa Teresa. A l'arxiprestat de Mollerussa hi ha germanes Vedrunes, carmelites descalces, germans de les escoles cristianes i germans franciscans de la creu blanca. Té 13.736 habitants.[35]
- Sant Joan Baptista del Palau d'Anglesola, al Palau d'Anglesola. Té 2.112 habitants.
- Sant Bartomeu de Sidamon, a Sidamon. Fins al 1897 era una església sufragània de Fondarella. Té 750 habitants.
- Sant Miquel de Vila-sana, a Vila-sana. L'església parroquial es va construir el 1790 i abans hi havia hagut una capella a la Casa Vella, en la que es venera la imatge de la Verge de la Cabeza que fou portada d'Andújar per la duquessa de Suessa. Té 666 habitants.[36]
- Sant Pere de Vilanova de Bellpuig, a Vilanova de Bellpuig. Té 1119 habitants.

## Segarra
- Sant Pere de l'Ametlla, a l'Ametlla de Segarra, Montornès de Segarra.
- Sant Pere dels Arquells, al nucli de Sant Pere dels Arquells del municipi de Ribera d'Ondara. Té com a sufragànies Santa Engràcia i la capella de Santa Eugènia.
- Sant Pere de Bellmunt, Bellmunt a Talavera, la Segarra.
- Santa Maria de Biosca, a Biosca, la Segarra. En el seu terme hi ha el santuari de Sant Pelegrí de Biosca.
- Sant Pere de Castellnou d'Oluges a Castellnou d'Oluges, Cervera. Fins al 1957 era una illa que pertanyia al Bisbat de Lleida. A l'església hi ha dos sarcòfags de pedra de les famílies d'Oluges i de Castellnou.[37]
- Santa Maria de Cervera, parròquia On també hi ha les esglésies de Sant Antoni de Cervera i de Sant Agustí de Cervera, a banda de l'església fortalesa de Sant Pere el Gros.[38]
- Santa Maria de Civit.
- Sant Pere de la Curullada, a Granyanella. Com a sufragànies té Sant Pau de Tordera i Santa Maria de Fonolleres. Té 113 habitants.[39]
- Santa Maria de Freixenet de Segarra, a Sant Guim de Freixenet. El 1957 fou adherida al Bisbat de Solsona, ja que fins aquell moment havia format part del Bisbat de Vic. Les seves sufragànies són Sant Guim Vell, Sant Cristòfol de la Rabassa (la Rabassa) i Sant Salvador d'Altadill. Té 42 habitants.[40]
- Santa Maria de Gàver, Gàver, Estaràs. Fins al 1957 formava part del Bisbat de Vic. Havia format part de la Marca de Berga del Comtat de Cerdanya. Sant Julià d'Estaràs, Santa Maria del Castell de Santa Maria, Sata Llúcia de Ribiola i l'església de la Verge de Montserrat de Cal Benviure (Veciana, Anoia) en són sufragànies. A més al nucli de Gàver hi ha la nova església de Santa Maria de Gàver. Té 16 habitants.[41]
- Sant Martí de Gospí, Gospí, Sant Ramon. El 1133 fou donat a la Col·legiata de Solsona. L'ermita de Sant Cosme i Sant Damià està a l'entrada del poble. Té 46 habitants.[42]
- Santa Maria de Gramuntell, a Gramuntell, la Ribera d'Ondara. Fou repoblat pel comte Ramon Berenguer el 1054. Fins al 1957 havia format part del Bisba de Vic. En el seu terme hi ha el santuari de la Mare de Déu de la Salut de la Sisquella.[43] Té 31 habitants.[44]
- Santa Salvador de Granyanella, a Granyanella. Té 25 habitants.
- Santa Maria de Granyena de Segarra, a Granyena de Segarra. El comte Ramon Berenguer III la va donar als templers el 1130. En el seu terme hi ha el santuari de la Mare de Déu del Camí de Granyena de Segarra, del que l'Arxiu diocesà de Solsona en guarda còdexs amb música gregoriana. Té 149 habitants.[45]
- Santa Maria de la Guàrdia Lada, a la Guàrdia Lada, municipi de Montoliu. Va dependre durant molt de temps a l'orde de l'Hospital. Fins al 1957 formava part del Bisbat de Vic. Sant Joan de Cabestany i l'església de la Mare de Déu del Coll en són sufragànies. Té 63 habitants.[46]
- Sant Cugat d'Ivorra, a Ivorra. Fou consagrada pel bisbe d'Urgell Guillem Guifré l'any 1055. La nova església neoclàssica fou consagrada pel bisbe Lasala el 1782. El miracle del Sant Dubte és el fet més rellevant de la parròquia. En el lloc on va succeir aquest miracle hi ha el santuari de Santa Maria d'Ivorra. Té 147 habitants.[47]
- Sant Martí de Llanera, a Llanera, Torà. 13 habitants.
- Sant Miquel de Lloberola, a Lloberola, Biosca. L'església està a l'entorn del castell de Lloberola. En la parròquia hi ha el santuari de Santa Maria del Solà i les capelles de Sant Miquel del Mas d'en Forn i de Sant Andreu de Montconill. Té 68 habitants.[48]
- Sant Julià del Llor (Torrefeta), a el Llor, municipi de Torrefeta i Florejacs. Al Museu Diocesà i Comarcal de Solsona es conserva un sepulcre gòtic d'Hug de Copons que prové d'aquesta església. Té els sufragànies de Sant Esteve de Comabella (Sant Guim de la Plana), l'església del Far i Santa Maria de Castellmeià (Castellmeià). Té 52 habitants.[49]
- Sant Jaume de la Manresana, a la Manresana (Sant Ramon). Abans de la desamortització, formava part de l'Arxiprestat d'Àger i fou una illa del Bisbat de Lleida a la Segarra fins al 1957. Hi ha la capella de Santa Madrona. Té 198 habitants.[50]
- Sant Salvador de Massoteres, a Massoteres. El 1897 va adquirir la categoria de parròquia després que fos sufragània de Sant Pere de Talteüll. En el seu terme hi ha el santuari de la Mare de Déu de Camp-real. Té 155 habitants.[51]
- Sant Pere de Montfalcó Murallat, a Montfalcó Murallat, municipi de les Oluges. Té 19 habitants.
- Santa Maria de Montlleó, a Montlleó (Ribera d'Ondara). Fins al 1957 formava part del Bisbat de Vic. El temple va adquirir la categoria de santuari marià. En són sufragànies les esglésies de Sant Jordi dels Hostalets i de Sant Salvador de Briançó. Té 93 habitants.[52]
- Sant Salvador de Montoliu, a Montoliu de Segarra. El 1227 fou donat al monestir de Santes Creus, al qual va pertànyer fins a la Desamortització de Mendizábal. Fins al 1957 havia format part del bisbat de Vic. Té 40 habitants.[53]
- Sant Joan de Montornès, a Montornès de Segarra. Sant Bartomeu del Mas de Bondia n'és sufragània. Té 98 habitants.
- Sant Jaume de Montpalau, a Montpalau (Ribera d'Ondara). Forma part del bisbat de Solsona des del 1957. Té 57 habitants.
- Santa Maria de les Oluges, a les Oluges. Té 131 habitants.
- Sant Jaume de Pallerols, a Pallerols (Talavera). Santa Maria de Montfar n'és una església sufragània. Té 69 habitants.
- Sant Jaume de Palouet (o Sant Jaume de Palou de Massoteres), a Palouet, Massoteres. Té la sufragània de Sant Pere de Talteüll. Té 50 habitants.[54]
- Sant Jaume del Portell, a Portell (Sant Ramon). A la porta de la capella hi la inscripció: "Aquí és nat Sant Ramon Nonat". Té 97 habitants.
- Sant Miquel de la Prenyanosa, a la Prenyanosa, Cervera. Santa Maria de Malgrat n'és sufragània. Té 19 habitants.
- Santa Maria de Rubinat, a Rubinat, municipi de Ribera d'Ondara. Té 36 habitants.
- Església de Sant Climenç, a Sant Climenç (Pinell de Solsonès). És advocada a sant Climent i va esdevenir parròquia el 1897, ja que fins aquell moment era sufragània de la parròquia de Sant Pere de Miravé. En el seu terme hi ha les ermites de Sant Ció, de Sant Francesc de les Cots, del Sagrat Cor de Llorenç de la Mare de Déu del Remei del Puit i la de Santa Magdalena de Setó. Té 112 habitants.[55]
- Sant Pere de Sant Domí, al municipi de Sant Guim de Freixenet. Fins al 1957 formava part del bisbat de Vic. Santa Maria del Castell n'és sufragània i té les ermites de Rubiola i de Benviure. Té 25 habitants.
- El Sagrat Cor de Sant Guim de Freixenet, a Sant Guim de Freixenet. El 1943 va obtenir la categoria de parròquia i el 1957 va passar a formar part del bisbat de Solsona. Té 878 habitants.[56]
- Santa Maria de Sant Guim de la Plana, a Sant Guim de la Plana. Té 127 habitants.
- Sant Andreu de Sant Guim Vell, a Sant Guim de Freixenet, església d'un antic convent de jesuïtes. Té 25 habitants.[57]
- Sant Ramon de Portell, a Sant Ramon. Té 384 habitants.
- Sant Pere de Santa Fe de Segarra, a Santa Fe de Segarra, municipi de les Oluges. Sant Jordi d'Alta-riba n'és una església sufragània. Té 28 habitants.
- Sant Martí de la Tallada, a la Tallada, municipi de Sant Guim de Freixenet. El 1957 passà al bisbat de Solsona. Té 45 habitants.
- Sant Salvador de Tarroja, a Tarroja de Segarra. Hi ha l'església romànica vora el castell. Té 172 habitants.
- Sant Gil de Torà, a Torà. La primera parròquia estava a Sant Salvador del Coll de l'Aguda. Hi ha el convent de Sant Antoni de Pàdua, de franciscans fora de la vila. Té les sufragànies de Santa Maria de l'Aguda, Sant Miquel de Fontanet, Sant Pere d'Ampalous i Sant Donat. Té 1370 habitants.[58]
- Santa Maria de Vallferosa, a Vallferosa, municipi de Torà. Com que l'església parroquial estava en ruïnes, es va habilitar com a temple parroquial una església adossada a la masia de Santa Maria. Té 19 habitants.[59]
- Sant Salvador de Vergós, a Vergós, municipi de Cervera. L'ermita de Sant Julià i l'església de Granyanella en són sufragànies. Té 50 habitants.
- Santa Magdalena de Vergós Guerrejat, a Vergós Guerrejat, municipi d'Estaràs. Té 37 habitants.
- Sant Esteve de Vicfred, a Vicfred, municipi de Sant Guim de la Plana. Sant Esteve de Comabella n'és sufragània. Té 52 habitants.
- Sant Andreu de Vilagrasseta, a Vilagrasseta, municipi de Montoliu de Segarra. Fins al 1957 era del bisbat de Vic. Hi ha l'ermita de Sant Roc de Llindars. Té 39 habitants.[60]
- Santa Maria de Viver de Segarra, a Viver de Segarra, Sant Ramon. Té 34 habitants.
- Santa Maria de Sant Antolí, a Sant Antolí i Vilanova, municipi de Ribera d'Ondara. Fins al 1957 formà part del bisbat de Vic. Sant Pau de Narbona de Pomar i Sant Antolí Vell en són sufragànies. Té 181 habitants.

## Solsonès.
- Santa Maria d'Ardèvol, a Ardèvol, Pinós.
- Sant Serni de Besora, a Besora, Navès (Solsonès).
- Sant Salvador de Brics, a Brics, Olius, Solsonès.
- Sant Cristòfol de Busa, a Busa, Navès, Solsonès. Abans havia pertangut al monestir de Sant Pere de Graudescales, que ara li és sufragani.[61]
- Sant Martí de Cambrils, a Cambrils (Odèn), Solsonès. Té com a sufragànies l'ermita de Sant Quintí de Cambrils i de Santa Bàrbara d'Espunyes.[62]
- Sant Julià de Canalda, a Canalda, Odèn.
- Sant Pere de Castellar, a Castellar de la Ribera, el Solsonès. Són sufragànies seves l'església de Sant Joan i l'ermita dels Apòstols.
- Sant Climent de Castelltort, a Castelltort, Guixers. Esmentada pel bisbe Guisard II d'Urgell l'any 947. La parròquia té 10 habitants.[63]
- Sant Julià de Ceuró, a Castellar de la Ribera. La seva primera referència és un capbreu del segle xi. En el seu terme hi ha l'església de la Mare de Déu de Savila.[64]
- Sant Andreu de Clarà, a Clarà, Castellar de la Ribera, documentada l'any 959. Des del 1280 el seu rector era anomenat "Plevà" pels seus privilegis. 60 habitants.[65]
- Sant Serni de Clariana, Clariana de Cardener. L'església fou consagrada entre els anys 1035 i el 1040. En el seu terme hi ha la capella preromànica de Santa Àgata i l'ermita de Santa Maria del Soler i una capella a la presa del pantà de Sant Ponç. Té 73 habitants.[66]
- Sant Quirze i Santa Julita de la Coma, la Coma, la Coma i la Pedra. Esmentada el 1040 i parròquia des del 1313. Té 206 habitants.[67]
- Sant Martí de la Corriu, a Guixers. És una de les parròquies que el bisbe Galderic va organitzar dins la Vall de Lord (872-878). En el seu terme hi ha Santa Maria de Puig-aguilar i Sant Jaume de Vilacireres (Gósol). Té 4 habitants.[68]
- Sant Jaume de Ferran, a Ferran, Estaràs. Després de formar part de la Marca de Berga del Comtat de Cerdanya, el 1196 fou cedit al monestir de Sant Benet de Bages. Com a suragània té Santa Maria de Malacara. Té 64 habitants.[69]
- Sant Cristòfol de Freixinet, a Freixinet, Riner. En el seu terme parroquial hi ha Sant Martí de Riner i el Santuari del Miracle, en el que hi ha un gran retaula barroc de l'escultor Carles Moretó. Té 98 habitants.[70]
- Sant Martí de Guixers, a Guixers. En el seu terme hi ha el Santuari de Puig-aguilar i Sant Martí de la Corriu. Té 36 habitants.[71]
- Sant Andreu de Linya, a Linya, Navès. Fins al 1685 havia estat sufragània de Santa Maria d'Ossea. Les seves sufragànies són Sant Grau d'Anglerill, Sant Martí de Vilapedrers, Sant Pere de Duocastella i Sant Andreu de la Sala de Linya. Té 45 habitants.[72]
- Santa Maria de Lladurs, a Lladurs. La parròquia antiga estava dedicada a Sant Martí i estava situada al costat del Castell de Lladurs. Té 75 habitants.
- Sant Serni de la Llena, a la Llena, Lladurs. Té 24 habitants.
- Sant Pere de Llobera, a Llobera. Tot i que es manté com a parròquia, el culte s'ha desplaçat a Peracamps. Va ser consagrada el 1039. A l'arxiu episcopal de Solsona s'hi guarda un còdex en pergamí del segle xiv. Té 34 habitants.[73]
- Sant Pere de Madrona, a Madrona, Pinell de Solsonès. En el seu terme hi ha les sufragànies del santuari de la Mare de Déu de Sant Mer i les capelles de Santes Creus, Caballol, Sangrà, Sant Josep de Castellana i Sant Jaume de Rossells. Té 25 habitants.
- Sant Pere de Matamargó, a Matamargó, municipi de Pinós. Una butlla del papa Anastasi IV va confirmar que era propietat del monestir de Sant Vicenç de Cardona. Hi ha masies que tenen capelles com Torrescassana, les Cases de Matamargó i Cererols. Té 47 habitants.[74]
- Sant Pere de Miravé, a Miravé, municipi de Pinell de Solsonès. El 1375 formà part dels dominis del comtat de Cardona. Sant Iscle de Miravé n'és sufragània. Té 17 habitants.[75]
- Santa Maria de la Molsosa, a la Molsosa. En el seu terme hi ha l'església vella de la Molsosa i la capella de Santa Eulàlia dels Quadrells. Sant Ponç de Prades n'és sufragània. Té 106 habitants.
- Sant Miquel de Montpol, a Montpol, Lladurs. El culte de la parròquia es fa al santuari de Santa Maria de Massarúbies, on se celebra l'aplec del Perdó durant l'octava de l'Ascensió. Té 44 habitants.
- Monestir de Sant Llorenç de Morunys, a Sant Llorenç de Morunys. S'originà a finals del segle ix per a recristianitzar la Vall de Lord. El 1071 ja és anomenat el monestir benedictí que estava annexionat al monestir de Tavèrnoles. El 1343 va començar a existir la confraria laical dels Colls. L'església té la capella de la Mare de Déu dels Colls, barroca, un claustre del segle xvi i un orgue restaurat. En el seu terme hi ha el Santuari de la Mare de Déu de Lord i l'església de Santa Eulàlia de les Cases de Posada (Navès). Té 1074 habitants.[76]
- Santa Margarida de Navès, a Navès. Hi ha l'ermita de Santa Llúcia i les sufragànies de Santa Maria d'Ossea i Sant Miquel de Cal Cols. Té 85 habitants.
- Santa Cecília d'Odèn, a Odèn. Sant Miquel del Soler de Dalt n'és una església sufragània. Té 20 habitants.
- Sant Esteve d'Olius, a Olius. Té 118 habitants.
- Sant Serni de la Pedra, a La Pedra (la Coma i la Pedra). En el seu terme hi ha les ermites romàniques de Santa Magdalena de Tragines i de Sant Cristòfol de Pasqüets. Té 64 habitants.
- Sant Pere Màrtir de Peracamps, a Peracamps, Llobera. És parròquia des del 1897. Té les sufragànies de Santa Maria de Montraveta, Sant Martí de Llobera, Sant Quirze de la Coma i de Sant Isidre de Falou. Té 154 habitants.
- Sant Miquel de Pinell, a Pinell de Solsonès. En el seu terme hi ha les ermites de Sant Tirs de Pinell i de Sant Joan de Vilardaga. Té 26 habitants.[77]
- Sant Vicenç de Pinós, a Pinós. En el seu terme hi ha el santuari marià de Santa Maria de Pinós, en el lloc considerat el centre geogràfic de Catalunya. Té 44 habitants.[78]
- Sant Jaume de Sallent, a Sallent (Pinell de Solsonès). Hi ha les capelles de Sant Romà (Pinell de Solsonès) i de Masdenforn. Té 25 habitants.
- Sant Climent de la Selva, a La Selva (Navès). Sant Miquel de Marsinyac és una església sufragània seva. Té 19 habitants.
- Sant Esteve de Sisquer, a Sisquer, municipi de Guixers. Té les capelles sufragànies de Sant Pere de Montcalb, Santa Magdalena del Collell, Sant Cerni de Terrers i Sant Martí de les Canals de Catllarí (Montmajor). Té 878 habitants.
- Nostre Senyora de la Mercè de Solsona, a Solsona. És catedral des del 1593, any de fundació del bisbat de Solsona. Té les següents sufragànies: el Cor de Maria, Nostra Senyora de Castellvell, Sant Honorat de Sant Bernat, Santa Llúcia de Sant Pere Màrtir i l'església de la Companyia de Maria. Té 9.531 habitants.
- Santa Maria de Su, a Su (Riner). Té l'església sufragània de Sant Just d'Ardèvol (Pinós) i les capelles de Sangrà i de Santdiumenge. Té 128 habitants.
- Santa Susanna de Riner, a Santa Susanna (Riner). L'ermita del pantà de Sant Ponç, de Sant Pere d'Ortoneda i les capelles de Santa Maria de la Ribera i de Sant Miquel de Xixons en són sufragànies. Té 37 habitants.
- Santa Eulàlia de Timoneda, a Timoneda, municipi de Lladurs. En el seu terme hi ha l'església preromànica de Santa Margarida del Soler i la de Santa Magdalena del Vilar, a més de l'antiga parròquia de Terrassola. Té 21 habitants.
- Santa Maria de Torredenegó, a Torredenegó, municipi de Lladurs. Hi ha l'ermita de Sant Jaume dels Tracs. Té 36 habitants.
- Santa Eulàlia de la Valldora, a la Valldora, Navès. També hi ha les esglésies de Sant Lleïr de la Valldora i de Sant Andreu de la Móra. té 19 habitants.
- Sant Pere de Vallmanya, a Vallmanya (Pinós). Hi ha les esglésies romàniques de Sant Pelai de l'Oliva i de Sant Miquel de Vallmanya. Té 63 habitants.

## Urgell
- Sant Pau de Narbona d'Anglesola, a Anglesola
- Sant Nicolau de Bellpuig, a Bellpuig, l'Urgell, que té com a sufragània l'església de la Mare de Déu de Montserrat de Bellpuig i el convent de Sant Bartomeu.[79]
- Sant Martí de Cellers, a Cellers, Torà. Documentat des del 995, esmentat per l'abat Oliba. En el seu terme hi ha el monestir de Sant Celdoni i Sant Ermenter de Cellers, d'on el Comte de Cardona Joan Ramon Folc hi va robar les relíquies dels sants màrtirs Celdoni i Ermenter el 1399 per a dipositar-les a l'església de Sant Miquel de Cardona. Té 32 habitants.[80]
- Santa Maria de Preixana, a Preixana. En el seu terme hi ha l'ermita de Santa Maria de Montalbà. Té 444 habitants.
- Sant Salvador de Sant Just i Joval, a Sant Just i Joval, municipi e Clariana de Cardener. La nova parròquia va substituir l'antiga de Sant Martí de Joval perquè estava afectada pel pantà de Sant Ponç el 1954. Hi ha la capella romànica de Sant Just i l'església barroca de Sant Martí de Joval. Té 593 habitants.[81]
- Sant Miquel de Seana, a Seana, municipi de Bellpuig. És parròquia des de 1955. Té 162 habitants.
- Sant Salvador de Talavera, a Talavera. Fins al 1957 fou del bisbat de Vic. Santa Creu de Pavia n'és una església sufragània. Té 127 habitants.
- Sant Pere del Talladell, a el Talladell, municipi de Tàrrega, en el que va ser anexionat el 1969. Té les sufragànies de Sant Jaume de la Mora i de Santa Maria del Pedregal. Té 245 habitants.[82]
- Santa Maria de l'Alba de Tàrrega. Hi ha l'ermita de Sant Eloi i les capelles del Barri Cor de Maria, del Santuari de Fàtima, de la Mare de Déu de la Mercè dels Escolapis, de la Mare de Déu del Carme i de l'Hospital de Sant Antoni. Té 16.241 habitants.
- Santa Maria de Verdú, a Verdú. Hi ha el Santuari de Sant Pere Claver i la casa on va néixer el jesuïta Sant Pere Claver, patró del bisbat de Solsona. Té 1035 habitants.[83]
- Santa Maria de Vilagrassa, a Vilagrassa. Hi ha l'ermita de la Mare de Déu del Roser de Vilagrassa. Té 470 habitants.